# Fratelli tutti
Fratelli tutti je třetí encyklika papeže Františka. Jedná se o sociální encykliku s ústředním tématem „bratrství a sociálního přátelství“. Název dokumentu (v doslovném překladu „všichni [jsme si] bratry“) odkazuje na jedno z tzv. napomenutí sv. Františka z Assisi. Encyklika byla napsána v papežově rodné španělštině a podepsána byla dne 3. října 2020. České vydání vyšlo v Karmelitánském nakladatelství v překladu Jaroslava Brože.

## Struktura a obsah encykliky
Hlavním poselstvím encykliky je budování lepšího a spravedlivějšího světa, resp. hledání způsobů, jak tohoto cíle dosáhnout. František upozornil na úlohu bratrství a sociálního přátelství v různě širokých perspektivách – od rodiny až po vzájemnou propojenost celého lidstva v globalizovaném světě. Toto globální bratrství má být upevňováno „lepší politikou“, která už nebude upřednostňovat finanční zájmy, ale zaměří se na vymýcení nezaměstnanosti – a tím současně navrácení důstojnosti všem lidem díky možnosti rozvíjet vlastní schopnosti. Papež v dokumentu dále kritizuje neoliberální východiska, nacionalistickou a populistickou politiku, zasazuje se za mír, odmítá trest smrti a vyjadřuje se k celosvětové (v době psaní encykliky probíhající) pandemii covidu-19.
Celá encyklika je rozdělena do osmi kapitol, v nichž František rozvedl různá další témata sociální nauky církve:
1. Temné mraky nad uzavřeným světem: v této kapitole František reflektuje posun v chápání některých fundamentálních konceptů současnosti (svoboda, spravedlnost, demokracie, jednota) a pranýřuje negativní dopady tržní ekonomiky, jakými jsou chudoba, nezaměstnanost a rasismus. Dotýká se obchodování s lidmi a orgány nebo tématu nucených potratů žen. Vymezuje se proti čím dál víc digitalizované (a přesto nesvobodné) civilizaci, vedoucí k rostoucí agresivitě;
2. Cizinec na cestě: papež připomíná povinnost lásky k bližnímu a připomíná příklad milosrdného Samaritána;
3. Ohlašovat a vytvářet otevřený svět: text připomíná přirozenou lidskou schopnost milovat a znovu vyzývá k řešení problémů prostřednictvím lásky k bližnímu („sociální přátelství“). Dále připomíná univerzální právo na důstojný život, jež by nemělo být nikomu upíráno;
4. Otevřít srdce celému světu: František se věnuje problému migrace a připomíná, že uprchlíky je třeba přijímat, chránit a integrovat;
5. Lepší způsob politiky: kapitola se věnuje problematickému charakteru soudobé populistické politiky. Přimlouvá se za „lepší“ politiku založenou na dobročinné lásce a upozorňuje na význam lidu a lidových hnutí. Dále vyjadřuje očekávání ohledně případné reformy Organizace spojených národů;
6. Dialog a přátelství ve společnosti: zde papež připomíná potřebu celosvětového dialogu, odsuzuje morální relativismus a připomíná důležitost univerzálních principů a morálních norem. V souvislosti s poklesem úrovně současného dialogu upozorňuje na jeho nedostatek, negativní roli médií a zejména sociálních sítí;
7. Cesty obnoveného setkání: zde papež odsuzuje jaderné, chemické a biologické zbraně. Připomíná stále aktuální riziko války a hodnotu míru, který je však nerozlučně spojen s pravdou, spravedlností, milosrdenstvím a odpuštěním. Jednoznačně se vymezuje proti trestu smrti;
8. Náboženství ve službě bratrství v našem světě: text odsuzuje násilí a upozorňuje, že teroristické útoky nemají oporu v religiozitě – naopak, jejich příčinou je chybná interpretace náboženských textů. Papež zdůrazňuje možnost mírové koexistence jednotlivých náboženství a apeluje na větší politické a společenské zapojení církve do chodu světa.

V samém závěru encykliky František připomíná Martina Luthera Kinga, Desmonda Tutu, Mahátmu Gándhího a blahoslaveného Charlese de Foucaulda.